# Sooner or Later (Duncan James)
Sooner or Later è il secondo singolo del cantante inglese Duncan James, estratto dal suo primo album da solista Future Past. Pubblicato il 5 giugno 2006, il singolo non ha avuto molto successo in patria dove ha raggiunto al suo apice soltanto la posizione #3; in Italia ha invece raggiunto una ragguardevole terza posizione.

## Videoclip
Il video di "Sooner or Later", girato a Miami, è stato trasmesso in anteprima su MTV Italia l'8 maggio 2006. Il video si impernia sul cantante che si risveglia seminudo in una casupola e si riveste.

## Tracce
1. Sooner or Later
2. This Day

## Classifiche
| Posizione | 03 | 07 | 08 | 10 | 20 | 23 | 24 | 24 | 21 | 41 | 49 | 42 | 27 |